# Carole Poirier
Pour les articles homonymes, voir Poirier.
Carole Poirier, née le 2 octobre 1958 à Montréal, est une administratrice, attachée politique et femme politique québécoise. Elle est députée de Hochelaga-Maisonneuve à l'Assemblée nationale du Québec sous la bannière du Parti québécois de 2008 à 2018.

## Biographie
Née le 2 octobre 1958 à Montréal, Carole Poirier est la fille d'André Poirier, manutentionnaire, et de Monique Dugas. 
Elle est titulaire d'un baccalauréat multidisciplinaire en administration, en gestion des services municipaux et en administration des services publics à l'Université du Québec à Montréal en 2005. Elle possède également une maîtrise en administration publique de l'École nationale d'administration publique (ENAP) depuis 2008. 
Elle occupe de 1997 à 2006 le poste de directrice de cabinet de Louise Harel dans ses différents postes. À partir de 1985, elle est engagée dans différents organismes du quartier Hochelaga-Maisonneuve de Montréal,.
De 1985 à 2008, elle est membre du conseil d'administration du Centre communautaire Hochelaga. De 2002 à 2008, elle est vice-présidente fondatrice et trésorière du Club optimiste Hochelaga.

### Carrière politique
Carole Poirier est présidente du Parti québécois Hochelaga-Maisonneuve de décembre 2003 à décembre 2004, puis trésorière de 2006 à 2008. En 2008, elle est élue députée de ce parti dans Hochelaga-Maisonneuve. Elle est réélue en 2012 et en 2014.
Pendant ses mandats à l'Assemblée nationale du Québec, elle occupe divers rôles. Elle est notamment la première vice-présidente de l'Assemblée nationale, du 30 octobre 2012 au 20 mai 2014. Elle est également présidente de la Commission de l'administration publique du 17 mai au 27 octobre 2016 et whip en chef de l'opposition officielle d'octobre 2016 à février 2018.
Carole Poirier exerce aussi des fonctions de leader parlementaire en étant leader parlementaire adjointe de l'opposition officielle du 2 février au 8 avril 2018, leader parlementaire de l'opposition officielle du 8 avril au 15 mai 2018, ainsi que leader parlementaire adjointe de l'opposition officielle du 15 mai au 23 août 2018. Elle est défaite en 2018.
Elle devient directrice générale du Parti québécois en février 2019. Elle est également chroniqueuse à Radio Centre-ville.

## Distinctions et prix
Elle est faite chevalière de l'ordre de la Pléiade en 2015. 

## Résultats électoraux
|                                                                                               | Nom                       | Parti               | Nombre de voix | %      | Maj.  |
| --------------------------------------------------------------------------------------------- | ------------------------- | ------------------- | -------------- | ------ | ----- |
|                                                                                               | Alexandre Leduc           | Québec solidaire    | 13 389         | 50 %   | 7 079 |
|                                                                                               | Carole Poirier (sortante) | Parti québécois     | 6 310          | 23,6 % | -     |
|                                                                                               | Sarah Beaumier            | Coalition avenir    | 3 447          | 12,9 % | -     |
|                                                                                               | Julien Provencher-Proulx  | Libéral             | 2 766          | 10,3 % | -     |
|                                                                                               | Eric-Abel Baland          | NPD Québec          | 337            | 1,3 %  | -     |
|                                                                                               | Etienne Mallette          | Bloc pot            | 170            | 0,6 %  | -     |
|                                                                                               | Mathieu Beaudoin          | Conservateur        | 164            | 0,6 %  | -     |
|                                                                                               | Gabriel Boily             | Citoyens au pouvoir | 117            | 0,4 %  | -     |
|                                                                                               | Christine Dandenault      | Marxiste-léniniste  | 52             | 0,2 %  | -     |
| Total                                                                                         | Total                     | Total               | 26 752         | 100 %  |       |
| Le taux de participation lors de l'élection était de 63,4 % et 467 bulletins ont été rejetés. |                           |                     |                |        |       |

|                                                                                               | Nom                       | Parti              | Nombre de voix | %      | Maj.  |
| --------------------------------------------------------------------------------------------- | ------------------------- | ------------------ | -------------- | ------ | ----- |
|                                                                                               | Carole Poirier (sortante) | Parti québécois    | 9 038          | 34,9 % | 1 112 |
|                                                                                               | Alexandre Leduc           | Québec solidaire   | 7 926          | 30,6 % | -     |
|                                                                                               | David Provencher          | Libéral            | 4 675          | 18 %   | -     |
|                                                                                               | Brendan Walsh             | Coalition avenir   | 3 097          | 11,9 % | -     |
|                                                                                               | Malcolm Lewis-Richmond    | Vert               | 352            | 1,4 %  | -     |
|                                                                                               | Simon Marchand            | Option nationale   | 316            | 1,2 %  | -     |
|                                                                                               | Justin Canning            | Parti nul          | 278            | 1,1 %  | -     |
|                                                                                               | Etienne Mallette          | Bloc pot           | 182            | 0,7 %  | -     |
|                                                                                               | Christine Dandenault      | Marxiste-léniniste | 61             | 0,2 %  | -     |
| Total                                                                                         | Total                     | Total              | 25 925         | 100 %  |       |
| Le taux de participation lors de l'élection était de 63,7 % et 447 bulletins ont été rejetés. |                           |                    |                |        |       |

|                                                                                               | Nom                       | Parti                        | Nombre de voix | %      | Maj.  |
| --------------------------------------------------------------------------------------------- | ------------------------- | ---------------------------- | -------------- | ------ | ----- |
|                                                                                               | Carole Poirier (sortante) | Parti québécois              | 12 754         | 45,1 % | 6 053 |
|                                                                                               | Alexandre Leduc           | Québec solidaire             | 6 701          | 23,7 % | -     |
|                                                                                               | David Monette             | Coalition avenir             | 3 564          | 12,6 % | -     |
|                                                                                               | Alexandre Farley          | Libéral                      | 3 262          | 11,5 % | -     |
|                                                                                               | André Lamy                | Option nationale             | 1 116          | 3,9 %  | -     |
|                                                                                               | Nicholas Kulak            | Vert                         | 453            | 1,6 %  | -     |
|                                                                                               | Denis Poulin              | Parti nul                    | 162            | 0,6 %  | -     |
|                                                                                               | Jean-François Jetté       | Coalition constituante       | 145            | 0,5 %  | -     |
|                                                                                               | Christine Dandenault      | Marxiste-léniniste           | 84             | 0,3 %  | -     |
|                                                                                               | Serge Provost             | Parti indépendantiste (2008) | 40             | 0,1 %  | -     |
| Total                                                                                         | Total                     | Total                        | 28 281         | 100 %  |       |
| Le taux de participation lors de l'élection était de 70,1 % et 385 bulletins ont été rejetés. |                           |                              |                |        |       |

|                                                                                               | Nom                  | Parti               | Nombre de voix | %      | Maj.  |
| --------------------------------------------------------------------------------------------- | -------------------- | ------------------- | -------------- | ------ | ----- |
|                                                                                               | Carole Poirier       | Parti québécois     | 10 530         | 54,3 % | 6 415 |
|                                                                                               | Julie Tremblay       | Libéral             | 4 115          | 21,2 % | -     |
|                                                                                               | Serge Mongeau        | Québec solidaire    | 2 508          | 12,9 % | -     |
|                                                                                               | Jean-Lévy Champagne  | Action démocratique | 1 303          | 6,7 %  | -     |
|                                                                                               | Sylvie Woods         | Vert                | 817            | 4,2 %  | -     |
|                                                                                               | Christine Dandenault | Marxiste-léniniste  | 117            | 0,6 %  | -     |
| Total                                                                                         | Total                | Total               | 19 390         | 100 %  |       |
| Le taux de participation lors de l'élection était de 47,8 % et 317 bulletins ont été rejetés. |                      |                     |                |        |       |